# Бугорчатый узкорот
Бугорчатый узкорот (Platypelis barbouri) — вид земноводных из семейства Узкороты. Эндемик Мадагаскара. Видовое латинское название дано в честь американского герпетолога Томаса Барбура.
Длина тела 19—23 мм. Кожа зернистая. Сверху коричневая, с более тёмными, иногда оранжевыми пятнами, а иногда с легкой полосой вдоль позвоночника. Снизу на конечностях красноватые пятна. Брюхо и грудь с неясными серо-коричневыми крапинками, горло тёмное.
Вид имеет достаточно широкое распространение на северо-востоке Мадагаскара от горы Marojejy на юг до Andasibe. Встречается на высоте от 0 до 1100 метров над уровнем моря. Селится в бамбуковых отверстиях и в дуплах деревьев.
Лесная среда обитания уничтожается в связи с натуральным сельским хозяйством, заготовкой древесины, производством древесного угля и инвазивным распространением эвкалипта, выпаса скота и расширения человеческих поселений.